# Younger Now
Younger Now è il sesto album in studio della cantante statunitense Miley Cyrus, pubblicato il 29 settembre 2017 dalla RCA.

## Descrizione
Il disco esce a due anni di distanza dall'album sperimentale Miley Cyrus & Her Dead Petz, pubblicato in formato digitale nel 2015, e a quattro dal precedente progetto commerciale Bangerz del 2013.
Il disco è stato co-scritto e prodotto da Oren Yoel, con cui l'artista aveva già collaborato.

## Promozione
L'uscita di Younger Now è stata anticipata dalla pubblicazione di tre singoli. Malibu è stato estratto come primo singolo ufficiale l'11 maggio 2017. Il 9 giugno è stato pubblicato come primo e unico singolo promozionale Inspired, brano conclusivo dell'album. Il secondo singolo ufficiale dell'album nonché title track, Younger Now, è stato pubblicato il 18 agosto 2017.

## Tracce
Testi e musiche di Miley Cyrus e Oren Yoel, eccetto dove indicato.
1. Younger Now – 4:08
2. Malibu – 3:51
3. Rainbowland (feat. Dolly Parton) – 4:25 (Miley Cyrus, Oren Yoel, Dolly Parton)
4. Week Without You – 3:44
5. Miss You So Much – 4:53
6. I Would Die for You – 2:53
7. Thinkin' – 4:05
8. Bad Mood – 2:59
9. Love Someone – 3:19
10. She's Not Him – 3:33
11. Inspired – 3:21

Traccia bonus nell'edizione giapponese
1. Malibu (Tiësto Remix) – 3:19

## Classifiche
| Classifica (2017) | Posizione massima |
| ----------------- | ----------------- |
| Argentina         | 2                 |
| Australia         | 2                 |
| Austria           | 8                 |
| Belgio (Fiandre)  | 17                |
| Belgio (Vallonia) | 21                |
| Canada            | 3                 |
| Corea del Sud     | 81                |
| Danimarca         | 25                |
| Francia           | 51                |
| Germania          | 16                |
| Irlanda           | 5                 |
| Italia            | 9                 |
| Norvegia          | 9                 |
| Nuova Zelanda     | 4                 |
| Paesi Bassi       | 11                |
| Polonia           | 19                |
| Portogallo        | 6                 |
| Regno Unito       | 8                 |
| Repubblica Ceca   | 9                 |
| Slovacchia        | 8                 |
| Spagna            | 1                 |
| Stati Uniti       | 5                 |
| Svezia            | 11                |
| Svizzera          | 11                |
| Ungheria          | 35                |